# Bergen op Zoom
Bergen op Zoom (em neerlandês:  Bergen op Zoomⓘ) é um município da província de Brabante do Norte, nos Países Baixos.
Conta atualmente com uma população de cerca de 65.000 habitantes.
Abriga um centro cultural e um museu com um pitoresco pátio, pinturas, salas de período, e exposições temporárias, no Palácio Markiezenhof, que foi construído nos séculos XV e XVI.